# Isopogon drummondii
Isopogon drummondii är en tvåhjärtbladig växtart som beskrevs av George Bentham. Isopogon drummondii ingår i släktet Isopogon och familjen Proteaceae. Inga underarter finns listade i Catalogue of Life.